# Lila Fenwick
Lila Althea Fenwick (n. 24 mai 1932, New York City, New York, SUA – d. 4 aprilie 2020, New York City, New York, SUA) a fost o avocată afro-americană. Ea a fost prima femeie de culoare care a absolvit de la Harvard Law School. Studentă în clasa din 1956, Fenwick s-a înmatriculat în a patra clasă a facultății care a admis femei. În timpul carierei sale, Fenwick a fost avocată de practică privată, iar mai târziu a devenit șefă a secțiunii ONU pentru Drepturile Omului. A deținut această funcție până la retragerea din activitate. De asemenea, a fost co-fondatoare unei fundații pentru cercetare și educație în anemia falciformă împreună cu Doris Wethers și Yvette Fay Francis-McBarnette. Fenwick a murit în casa ei din Manhattan, pe 4 aprilie 2020, suferind de COVID-19, în timpul pandemiei de coronaviroză.